# Alexander Nikolajewitsch Wesselowski

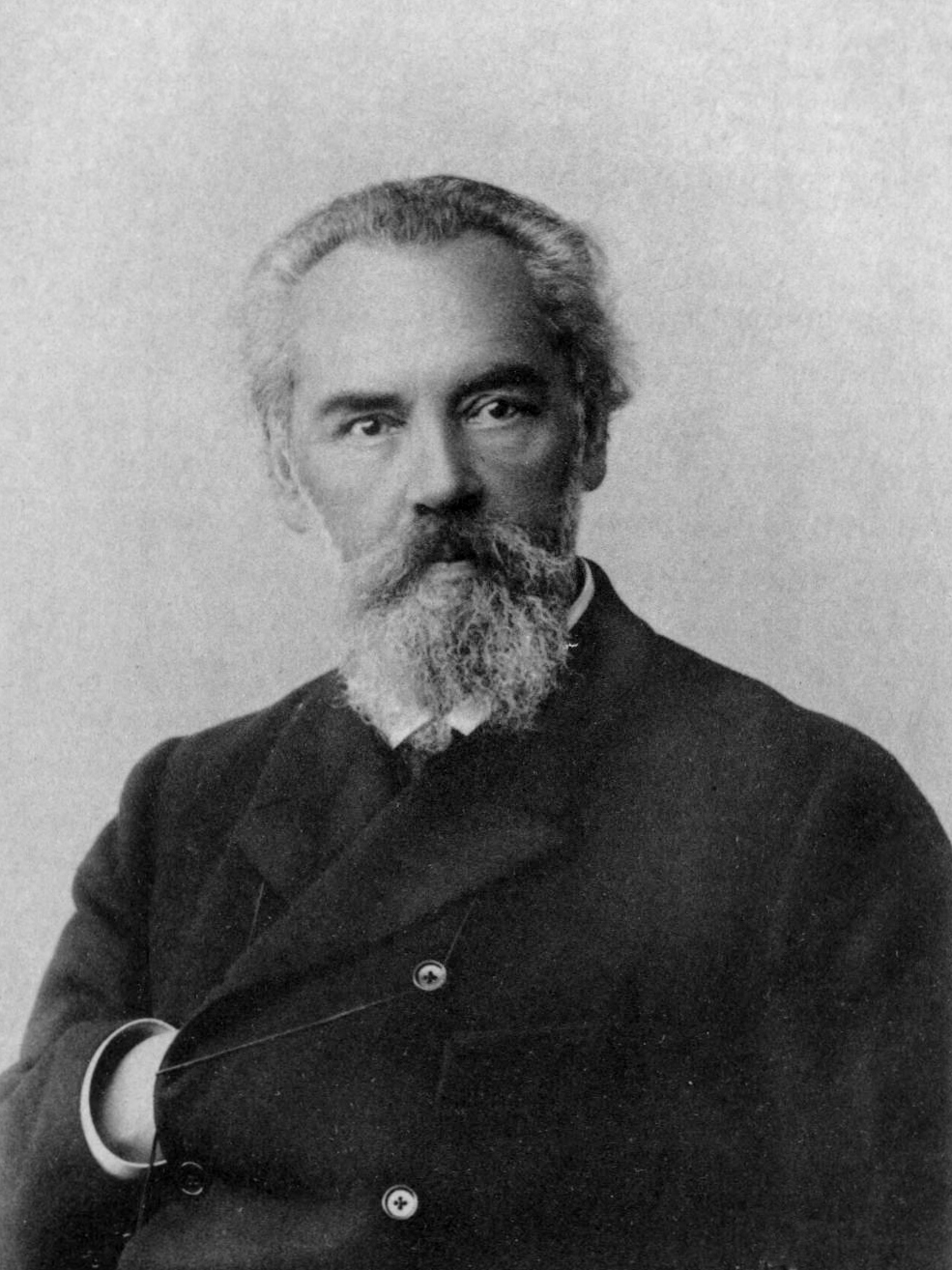
Alexander Wesselowski

Alexander Nikolajewitsch Wesselowski, russisch Александр Николаевич Веселовский, englische Transkription Alexander Veselovsky, (* 16. Februar 1838 in Moskau; † 23. Oktober 1906 in Sankt Petersburg) war ein russischer Literaturwissenschaftler.
Wesselowski war ein Schüler von Fjodor Iwanowitsch Buslajew (1818–1898) und studierte an der Lomonossow-Universität mit dem Abschluss 1858. Er war danach kurze Zeit Tutor des Sohns des russischen Botschafters in Spanien, studierte in Berlin (bei Heymann Steinthal) und Prag und forschte drei Jahre in Italien. 1872 wurde er Professor an der Universität Sankt Petersburg und stand der Abteilung Russische Sprache und Literatur der Akademie der Wissenschaften vor.
Er war ein herausragender Vertreter der vergleichenden Literaturwissenschaft, der die Motive und Ursprünge von Dichtungen bis auf die Volkserzählungen und Volkstraditionen zurückverfolgte. Er war Experte für slawische, byzantinische und mehrere westeuropäische Literaturen verschiedener Epochen. Seine Untersuchungen mittelalterlicher italienischer Literatur ließen ihm zum Schluss kommen, dass viele ihrer Themen über Byzanz aus dem Orient importiert waren. In den 1860er und 1870er Jahren entwickelte er eine Theorie der Entstehung historischer Mythen und erforschte in den 1870er und 1880er Jahren die Reflexion der historischen Realität in Volkserzählungen (wie denen von Iwan dem Schrecklichen, 1876) und in südrussischen epischen Volksliedern (1881 bis 1884). Dazu entwickelte er in den 1890er Jahren eine synthetische Theorie der Alltagsbasis und der psychologischen Grundlagen von Volkserzählungen. Unter anderem analysierte er Puschkin, Bocaccio, Dante und Petrarca.
1876 wurde er Mitglied der Russischen Akademie der Wissenschaften.
Teilweise arbeitete er mit seinem Bruder Alexei Wesselowski (1843–1918) zusammen.
In der Sowjetunion wurde sein Werk und das seiner Nachfolger kritisiert (als Ethnographismus und zu ausschließlich auf äußere Quellen ausgerichtet) und verurteilt und auch die Russischen Formalisten standen ihm kritisch gegenüber.

## Wesselowski-Preis
Die Russische Akademie der Wissenschaften verleiht seit 1997 den Wesselowski-Preis „für herausragende Arbeiten auf dem Gebiet der Literaturtheorie, vergleichenden Literaturwissenschaft und Folkloristik“.

## Schriften
- Istoričeskaja poetika, 1940 (1981 ins Italienische übersetzt: Poetica storica)